# Pien-fu

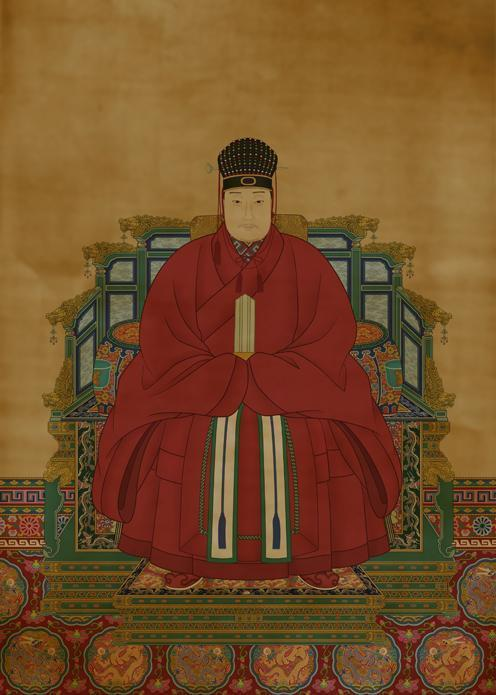
Emperador de la dinastía Ming con Pien-fu

El pien-fu o pien Fu (en chino, 弁服; pinyin, biànfú) era un traje ceremonial chino, compuesto por dos partes:
- La primera era como una «túnica» que llegaba hasta las rodillas.
- La segunda era una falda o unos pantalones que llegaban hasta los tobillos.

La túnica se llevaba en ocasiones formales. El pien (弁) era un sombrero que completaba el traje.